# Рейхель, Казимир Яковлевич
Казимир Яковлевич Рейхель (1797—1870) — российский инженер-генерал-майор. Брат Якова и Карла Рейхелей.

## Биография
Родился 8 (19) октября 1797 года в семье Иоганна Рейхеля (1746—1801). 
В 1816 году окончил курс в институте Корпуса инженеров путей сообщения с чином прапорщика. С 21 августа 1818 года служил в 1-м отделении IV Округа путей сообщения и 20 мая 1819 года был назначен в резерв Корпуса инженеров путей сообщения с прикомандированием к подполковнику В. Треттеру для построения казарм в мызе Пелле.
С 3 марта 1821 года он был привлечён к сооружению мостов и труб на Московском шоссе. С 18 октября 1823 года определён управляющим дирекцией построения мостов и труб по Московскому шоссе. Капитан с 1823 года, майор с 1825, подполковник с 1829, полковник с 1832 года. Рейхель построил несколько крупных мостов. Первым из них стал Волховский мост в Новгороде: арочный, на восьми гранитных «быках» и с деревянными перекрытиями. Мост возводили с 1825 по 1830 год, и Рейхель получил за него 3 тысячи рублей премии. Также им были сооружены мосты: через ручей в Савино и через Мсту в Броннице (построен в 1842 году, а в 1883  разобран из-за пришедших в негодность деревянных конструкций. На его каменные опоры в 1902 году были установлены новые металлические клепаные фермы системы профессора Н. А Белелюбского). К. Я. Рейхелю была пожалована бриллиантовая табакерка, а также деревни Жихново, Поводье, Шабаново. Неподалеку от Бронницы Рейхель выстроил усадьбу «Устье», на берегу реки Ниши. В 1835 году он на новом месте построил восьмикрылую мельницу голландского типа и деревню, назвав её Новая Мельница.
С 1838 года Рейхель был помощником управляющего 1-м Округом путей сообщения, а затем вышел в отставку с чином генерал-майора. 
Был награждён орденами: Св. Владимира 4-й ст. (20.7.1821), Св. Анны 2-й ст. с алмазами и Св. Анны 3-й ст. 
Умер 26 ноября (8 декабря) 1870 года. Похоронен рядом с церковью великомученицы Варвары в Устье.

## Семья
Его первой женой была А. А. Татаринова. В начале 1830-х годов К. Я. Рейхель женился второй раз — на Анне Петровне Лупандиной, дочери коллежского асессора  П. Е. Лупандина. За Лупандиной он получил имения в Устюженском и Боровическом уездах и каменный дом в Новгороде.
У Рейхеля было 10 детей: от первого брака — Александр; от второго — Яков, Алексей (1833—1871), Софья (1835—?), Владимир (1836—1899), Маргарита (1839—?), Ольга (17.02.1843—02.05.1872), Пётр (1845—1906), Елена и Константин (1850—1917).